# Loris Tjeknavorian
Loris Haykasi Tjeknavorian, orm. Լորիս Հայկազ Ճգնաւորեան, pers. ‏لوریس هایکازی چکناواریان‎ (ur. 13 października 1937 w Borudżerd) – irański kompozytor i dyrygent pochodzenia ormiańskiego.

## Życiorys
Ukończył konserwatorium muzyczne w Teheranie, następnie kształcił się w Konserwatorium Wiedeńskim (1954–1961) oraz w Mozarteum w Salzburgu u Carla Orffa (1963–1964). W 1966 roku uzyskał stopień doktora na University of Michigan. W latach 1959–1960 i 1970–1974 był wykładowcą konserwatorium teherańskiego. Od 1966 do 1967 roku był kompozytorem rezydentem na Concordia College. W latach 1967–1970 kierował wydziałem muzycznym Minnesota State University w Moorhead. Od 1970 do 1973 roku był pracownikiem irańskiego ministerstwa kultury i sztuki. W latach 1970–1975 pełnił funkcję dyrektora teatru opery i baletu w Teheranie. W latach 1975–1985 przebywał w Wielkiej Brytanii, gdzie gościnnie dyrygował Philharmonia Orchestra i London Symphony Orchestra. W 1976 roku powołał do życia działający w Londynie Institute of Armenian Music, którym kierował do 1980 roku. W 1987 roku otrzymał obywatelstwo amerykańskie.
Zaangażowany był w pomoc po trzęsieniu ziemi w Armenii w 1988 roku, prowadząc działalność na rzecz odbudowy życia kulturalnego w kraju. W latach 1991–1996 prowadził międzynarodowy festiwal muzyczny w Erywaniu, od 1989 do 2000 roku był dyrektorem artystycznym i głównym dyrygentem Armeńskiej Orkiestry Symfonicznej. W 2002 roku założył zespół Armenian Virtuosi.
Występował gościnnie jako dyrygent z czołowymi orkiestrami światowymi, m.in. London Philharmonic, Royal Philharmonic of London, Royal Liverpool Philharmonic, DR Symfoniorkestret, American Symphony Orchestra, Orquesta Sinfónica del Estado de México, Helsingin kaupunginorkesteri, Yomiuri Nippon Kōkyō Gakudan, English Chamber Orchestra i Saint Paul Chamber Orchestra. Dokonał licznych nagrań płytowych.
Skomponował m.in. 5 symfonii, balet Othello, oratorium Book of Revelation, liczne koncerty i utwory kameralne. W swojej twórczości nawiązywał do armeńskiej muzyki ludowej i średniowiecznej hymnodii kościelnej.
Odznaczony Złotą Odznaką Honorową za Zasługi dla Republiki Austrii (2008) oraz armeńskim Medalem Służby dla Ojczyzny I Klasy (2012).